# Plegadis
Plegadis is een geslacht van vogels uit de familie van de ibissen en lepelaars (Threskiornithidae).

## Soorten
Het geslacht kent de volgende soorten:
- Plegadis chihi – Witmaskeribis
- Plegadis falcinellus – Zwarte ibis
- Plegadis ridgwayi – Puna-ibis